# Гилмер (округ, Западная Виргиния)
Гилмер (англ. Gilmer County) — округ в штате Западная Виргиния США. Официально образован в 1845 году, получил своё название в честь американского политического и государственного деятеля, 11-го губернатора штата Виргиния Томаса Гилмера. По состоянию на 2010 год, численность населения составляла 8693 человек.

## География
По данным Бюро переписи США, общая площадь округа равняется 880,6 км², из которых 0,01 % это водоемы.

### Соседние округа
- Додридж (Западная Виргиния) — север
- Льюис (Западная Виргиния) — восток
- Бракстон (Западная Виргиния) — юг
- Калхун (Западная Виргиния) — запад
- Ритчи (Западная Виргиния) — северо-запад

## Демография
По данным переписи населения 2000 года в округе проживает 7 160 жителей в составе 2 768 домашних хозяйств и 1 862 семей. Плотность населения составляет 8 человек на км². На территории округа насчитывается 3 621 жилых строений, при плотности застройки 4 строений на км². Расовый состав населения: белые — 97,33 %, афроамериканцы — 0,91 %, коренные американцы (индейцы) — 0,20 %, азиаты — 0,57 %, гавайцы — 0,01 %, представители других рас — 0,10 %, представители двух или более рас — 0,88 %. Испаноязычные составляли 0,70 % населения независимо от расы.
В составе 28,20 % из общего числа домашних хозяйств проживают дети в возрасте до 18 лет, 54,40 % домашних хозяйств представляют собой супружеские пары проживающие вместе, 8,60 % домашних хозяйств представляют собой одиноких женщин без супруга, 32,70 % домашних хозяйств не имеют отношения к семьям, 25,50 % домашних хозяйств состоят из одного человека, 12,30 % домашних хозяйств состоят из престарелых (65 лет и старше), проживающих в одиночестве. Средний размер домашнего хозяйства составляет 2,43 человека, и средний размер семьи 2,92 человека.
Возрастной состав округа: 20,30 % моложе 18 лет, 16,40 % от 18 до 24, 24,50 % от 25 до 44, 23,50 % от 45 до 64 и 15,30 % от 65 и старше. Средний возраст жителя округа 37 лет. На каждые 100 женщин приходится 101,10 мужчин. На каждые 100 женщин старше 18 лет приходится 101,40 мужчин.
Средний доход на домохозяйство в округе составлял 22 857 USD, на семью — 28 685 USD. Среднестатистический заработок мужчины был 25 497 USD против 15 353 USD для женщины. Доход на душу населения составлял 12 498 USD. Около 20,20 % семей и 25,90 % общего населения находились ниже черты бедности, в том числе — 27,70 % молодежи (тех кому ещё не исполнилось 18 лет) и 8,90 % тех кому было уже больше 65 лет.